# La Iglesia Vieja
La Iglesia Vieja är en ort i Mexiko.   Den ligger i kommunen Tacámbaro och delstaten Michoacán de Ocampo, i den södra delen av landet, 250 km väster om huvudstaden Mexico City. La Iglesia Vieja ligger 1 566 meter över havet och antalet invånare är 237.
Terrängen runt La Iglesia Vieja är lite bergig. Runt La Iglesia Vieja är det ganska tätbefolkat, med 80 invånare per kvadratkilometer. Närmaste större samhälle är Tacámbaro de Codallos, 6,8 km nordost om La Iglesia Vieja. I omgivningarna runt La Iglesia Vieja växer huvudsakligen savannskog.